# Anomis definata
Anomis definata là một loài bướm đêm trong họ Erebidae.